# Jawbreaker (confiserie)
Pour les articles homonymes, voir Jawbreaker.
 (mai 2025).

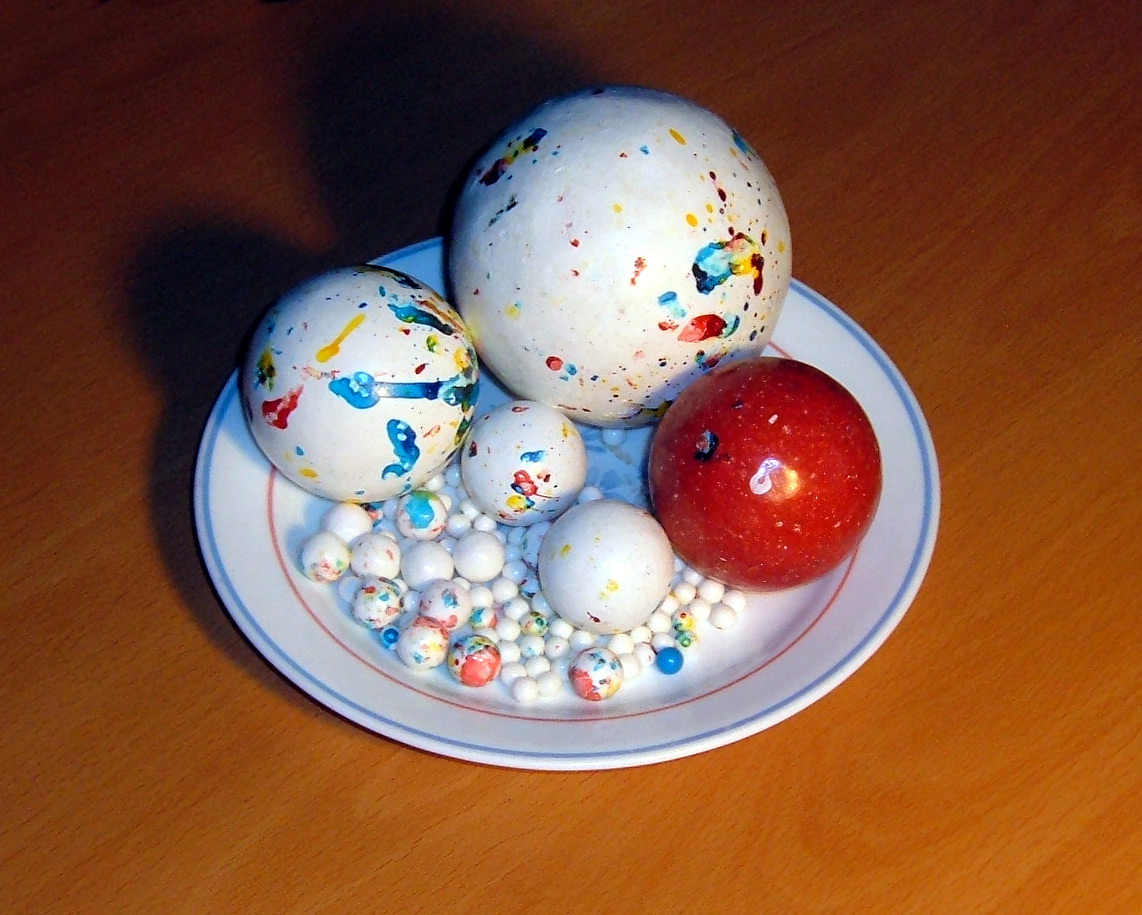
Des jawbreakers sur une assiette. Le plus gros fait 7,5 cm de diamètre.

Le Jawbreaker (littéralement : casse-mâchoire), ou casse-gueule au Québec et casse-dent, boule de mammouth ou plus communément, couille de mammouth en France, est un bonbon dur à croquer ou à sucer. Il est fait de couches successives de sucre très dures sous la dent, créées par processus de dragéification. Sa taille est variable, de 1 à 3 cm de diamètre généralement, mais jusqu'à une dizaine de centimètres dans certains commerces de détail. Ces couches peuvent être aromatisées et colorées différemment, une à une. Le bonbon peut en plus comporter un centre de chewing-gum, telle la « Mammouth Jawbreaker », surnommée en France « boule de mammouth », ou plus vulgairement « couille de mammouth », de 6 cm de diamètre. 
Elle peut aussi avoir une forme de quille.

## Incidents connus
En 2003, Taquandra Diggs, une fillette de neuf ans vivant à Starke en Floride, a souffert de brûlure causée par une morsure dans un casse-gueule de la société Wonka. Diggs et plusieurs autres familles de victime ont poursuivi Nestlé pour rembourser les frais médicaux de chirurgie plastique et pour la souffrance morale et physique que cela a entraîné. L'affaire s'est poursuivie à huis clos et les montants donnés n’ont pas été divulgués,.